# Bathildis de Anhalt-Dessau

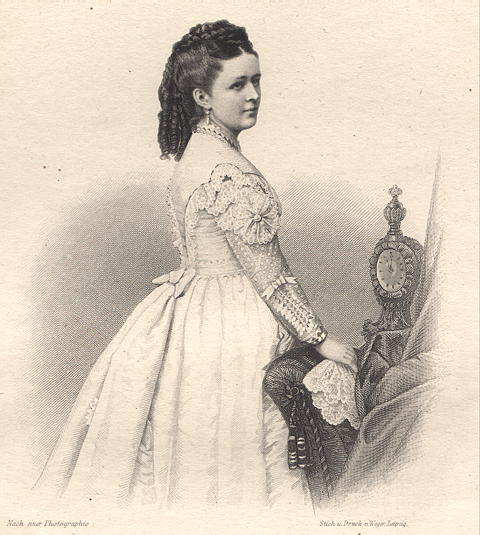
Prințesa Bathildis de Anhalt-Dessau

Prințesa Bathildis de Anhalt-Dessau (germană Prinzessin Bathildis Amalgunde von Anhalt-Dessau; 29 decembrie 1837 – 10 februarie 1902) a fost prințesă de Anhalt-Dessau și membră a Casei de Ascania prin naștere. Ca soție a Prințului Wilhelm de Schaumburg-Lippe ea a fost prințesă de Schaumburg-Lippe.

## Biografie
Bathildis s-a născut la Dessau, Anhalt, ca al doilea copil al Prințului Frederic Augustus de Anhalt-Dessau și a soției acestuia, Prințesa Marie Louise Charlotte de Hesse-Kassel, (fiica Landrafului Wilhelm de Hesse-Cassel și a Prințesei Charlotte a Danemarcei). Bathildis a fost sora mai mică a Marii Ducese Adelaide de Luxemburg.
La 30 mai 1862 la Dessau, Bathildis s-a căsătorit cu Prințul Wilhelm de Schaumburg-Lippe, al șaptelea copil și al treilea fiu al lui Georg Wilhelm de Schaumburg-Lippe și a soției acestuia, Prințesa Ida de Waldeck și Pyrmont.
Ei au avut opt copii:
- Prințesa Charlotte de Schaumburg-Lippe (10 octombrie 1864 – 16 iulie 1946), căsătorită în 1886 cu Wilhelm al II-lea de Württemberg, fără copii.
- Prințul Franz Joseph de Schaumburg-Lippe (8 octombrie 1865 – 4 septembrie 1881)
- Prințul Friedrich de Schaumburg-Lippe (30 ianuarie 1868 – 12 decembrie 1945), căsătorit în 1896 cu Prințesa Louise a Danemarcei, au avut copii.
- Prințul Albrecht de Schaumburg-Lippe (24 octombrie 1869 – 25 decembrie 1942), căsătorit în 1897 cu Ducesa Elsa de Württemberg, au avut copii.
- Prințul Maximilian de Schaumburg-Lippe (13 martie 1871 – 1 aprilie 1904), căsătorit în 1898 cu Ducesa Olga de Württemberg,  au avut copii.
- Prințesa Bathildis de Schaumburg-Lippe (21 mai 1873 – 6 aprilie 1962), căsătorită în 1895 cu Friedrich, Prinț de Waldeck și Pyrmont, au avut copii.
- Prințesa Adelaide de Schaumburg-Lippe (22 septembrie 1875 – 27 ianuarie 1971), căsătorită în 1898 cu Ernst al II-lea, Duce de Saxa-Altenburg, au avut copii, au divorțat în 1920.
- Prințesa Alexandra de Schaumburg-Lippe (9 iunie 1879 – 5 ianuarie 1949)